# GLaDOS
GLaDOS (Genetic Lifeform and Disk Operation System) er en superintelligent computer udviklet af det fiktive firma Aperture Science i 1996.
Den kunstige intelligens spiller rollen som skurken i Valve Software's prisbelønnede computerspil Portal. Dens stemme bliver lagt af Ellen McLain.